# Сервий Сульпиций Руф (сын консула)
Се́рвий Сульпи́ций Руф (лат. Servius Sulpicius Rufus; родился около 80 года до н. э. — умер после 35 года до н. э.) — римский государственный деятель из патрицианского рода Сульпициев Руфов, участвовавший на начальной стадии гражданской войны, по совету отца, на стороне Гая Юлия Цезаря. После убийства последнего, согласно одной из гипотез, был проскрибирован, поэтому вынужден бежать из Рима; возможно, присоединился к убийцам диктатора на Востоке и сражался под Филиппами в Македонии.

## Биография
Его отцом был консул 51 года до н. э. Сервий Сульпиций Руф, а матерью — Постумия.
В 63 году Руф поддержал обвинение своего отца в отношении победившего на консульских выборах Луция Лициния Мурены в незаконном соискании должности (лат. crimen de ambitu).
Свою гражданскую карьеру Сервий начал в 51 году до н. э., когда его отец стал-таки консулом: совместно с будущим консулом-суффектом Гаем Меммием он заведовал чеканкой монет. В этом же году обсуждался вопрос о женитьбе Руфа на дочери Цицерона Туллии, но брак так и не состоялся. Тогда Руф женился на Валерии, дочери патриция Мессалы Нигера.
С наступлением гражданской войны между Цезарем и Гнеем Помпеем Руф, согласно воле отца, присоединился к первому из них после капитуляции помпеянцу Публию Аттию Вару, где находился в окружении нумидийского царя Юбы I. При этом, автор «Записок о гражданской войне» называет его сенатором, исходя из чего можно с уверенностью предположить, что к тому времени Руф являлся квесторием (бывшим квестором). Позднее Сервий Сульпиций участвовал в походе диктатора на Брундизий. В 46 году до н. э. он находился в окружении Марка Туллия Цицерона, изучая философию.
В феврале 43 года до н. э. у него скончался отец. Руф, поражённый скорбью, не смог прийти на заседание сената, на котором обсуждалось предоставление его отцу посмертных почестей. Французский антиковед Ф. Инар допускает, что с образованием тайного политического союза между Марком Антонием, Лепидом и юным Октавианом и последовавших за ним физических расправ с сенаторами Сульпиция внесли в проскрипционные списки, ввиду чего он бежал к республиканцам и, возможно, принял участие в двух боях под Филиппами.

## Интеллектуальные занятия
Вероятно, Сервий Сульпиций был поэтом и являлся автором эротических стихов, поскольку около 35 года до н. э. Руф упоминался Горацием как ценитель поэзии. В отличие от него Публий Овидий Назон, современник Горация, перечисляя в отрицательном свете латинских поэтов-неотериков I века до н. э., в числе прочих называет и Сервия.

## Семья и потомки
Известно, что в 51 году до н. э. Сульпиций сватался к дочери Цицерона, Туллии, но последняя отвергла предложение. Позже он женился на Валерии, представительнице патрицианского рода Валериев Мессал, от брака с которой у него, предположительно, родилась дочь.